# Djesse Vol. 3
Djesse Vol. 3 — четвёртый студийный альбом английского музыканта Джейкоба Кольера и третий альбом из цикла Djesse, выпущенный 14 августа 2020 года звукозаписывающей компанией Hajanga Records.

## Запись
Джейкобу потребовалось около пяти месяцев чтобы закончить трек «All I Need».

## Список композиций
Слова и музыка всех песен — Джейкоб Кольер, если не указано иное.
| №                   | Название                                                 | Длительность |
| ------------------- | -------------------------------------------------------- | ------------ |
| 1.                  | «CLARITY»                                                | 0:51         |
| 2.                  | «Count the People» (совместно с Jessie Reyez и T-Pain)   | 2:47         |
| 3.                  | «In My Bones» (совместно с Kimbra и Tank and the Bangas) | 4:09         |
| 4.                  | «Time Alone with You» (совместно с Daniel Caesar)        | 4:16         |
| 5.                  | «All I Need» (совместно с Mahalia и Ty Dolla $ign)       | 4:05         |
| 6.                  | «In Too Deep» (совместно с Kiana Ledé)                   | 3:52         |
| 7.                  | «Butterflies»                                            | 2:02         |
| 8.                  | «Sleeping on My Dreams»                                  | 4:16         |
| 9.                  | «Running Outta Love» (совместно с Tori Kelly)            | 4:25         |
| 10.                 | «Light It Up on Me»                                      | 2:05         |
| 11.                 | «He Won't Hold You» (совместно с Rapsody)                | 5:00         |
| 12.                 | «To Sleep»                                               | 3:12         |
| Общая длительность: | Общая длительность:                                      | 41:00        |

## Участники записи
Джейкоб Кольер
- Джейкоб Кольер — исполнение, запись, аранжировка, продюсирование.